# Хлеб и розы (фильм, 2023)
«Хле́б и ро́зы» (англ. Bread and Roses) — американский документальный фильм 2023 года афганского режиссёра Сахры Мани, повествующий об афганских женщинах во времена правления талибов. Дженнифер Лоуренс и Жюстин Чьяррокки совместно спродюсировали ленту для своей компании Excellent Cadaver после того, как Лоуренс увидела в новостях репортаж о наступлении талибов в 2021 году, которое последовало после вывода американских войск из Афганистана. Фильм рассказывает истории трёх женщин, решивших вернуть себе независимость, с их собственной точки зрения. Премьера фильма состоялась на Каннском кинофестивале 2023 года, где он получил всеобщее признание кинокритиков. 22 ноября 2024 года лента вышла в ограниченный прокат и на стриминговой платформе Apple TV+.

## Сюжет
Документальный фильм рассказывает о последствиях захвата власти талибами в 2021 году после двух десятилетий войны в Афганистане. После вывода американских войск «Талибан» вновь установил контроль над страной, что привело к резкому ухудшению положения женщин: они были лишены права на образование после шестого класса, возможности работать и свободно передвигаться по общественным местам без сопровождения мужчины.
В центре сюжета — истории трёх женщин. Шарифе — бывшая государственная служащая, вынужденная вести утомительную жизнь в доме; Захра — стоматолог, потеряв возможность работать, превращает свою клинику в штаб-квартиру подпольной организации женщин-активисток, за что её впоследствии арестовывают и подвергают пыткам; и Тараном — активистка, высланная в Пакистан за свой активизм и так ставшая пакистанской беженкой. Фильм также показывает убежища для женщин, скрывающихся в Пакистане. 
Решив восстановить свои права и достоинство, афганские женщины организовывали демонстрации, терпели оскорбления и избиения, тайно собирались для разработки стратегии и публично выступали против правления «Талибана». Во время акций протеста они скандируют лозунги: «Работа, хлеб и образование». В ответ новые власти применяют водомёты и слезоточивый газ. Один из эпизодов фильма показывает, как боец «Талибана» угрожает убить арестованную женщину за её участие в протесте. В другом эпизоде школьницы скандируют антиправительственные лозунги.
Фильм завершает повествование на открытой ноте, подчёркивая, что борьба продолжается.

## Производство
Лента была спродюсирована Дженнифер Лоуренс и Жюстин Чьяррокки в рамках их продюсерской компании Excellent Cadaver, основанной в 2018 году. В одном из интервью Лоуренс заявила, что почувствовала «беспомощность и разочарование», когда узнала о событиях в Афганистане на фоне отмены права на аборт в США. Она выразила надежду, что такие истории смогут «проникать в сознание» зрителей и «вдохновлять их», отметив, что западные СМИ «быстро переключаются» и «показывают события через собственную призму». По её словам, американская демократия «теряет позиции», несмотря на то, что именно она отличает США от стран вроде Афганистана.
Сахра Мани была нанята режиссёром и продюсером фильма после того, как Лоуренс и Чьяррокки посмотрели её документальный фильм «Тысяча девушек, похожих на меня» (2019), о девушке-афганке, пережившей сексуальное насилие со стороны отца. До начала сотрудничества с Лоуренс и Чьяррокки, Мани уже начала собирать материалы о положении женщин при правлении «Талибана». Она работала в кабульской продюсерской компании Afghan Doc House и была вынуждена отложить работу над фильмом «Мелодия Кабула», рассказывающим о разрушенной талибами музыкальной школе.
Основные съёмки велись самими героинями фильма и ещё одним доверенным оператором: они в течение года снимали происходящее на телефоны и камеры. Из соображений безопасности съёмочная группа, включая Мани, не смогла работать в Афганистане. Мани покинула Кабул за месяц до перехода столицы под власть талибов и больше туда не возвращалась; к 2023 году все три героини также покинули страну. Несмотря на случаи похищений и убийств активисток, в фильме показаны в основном сцены, где власти применяют водомёты и силу против протестующих.
На раннем этапе был создан 12-минутный тизер для презентации потенциальным инвесторам. Фильм был профинансирован Фархадом Хосрави, постпроизводство проходило в Иране. Монтаж выполнила Хайеде Сафияри.
«Хлеб и розы» стал третьим проектом Excellent Cadaver. По словам Чьяррокки, фильм появился «из необходимости», а не как часть запланированного продюсерского портфеля.

## Релиз
Премьера фильма состоялась 21 мая 2023 года на Каннском кинофестивале. Во время показа режиссёр Сахра Мани заявила, что «мягкое послание» от женщин Афганистана к зрителям заключается в просьбе: «Пожалуйста, станьте их голосом». Активистка Захра Мохаммади, одна из героинь фильма, добавила: «Не забывайте об афганских женщинах!». 
Международные права на фильм приобрела компания Apple Original Films, а продюсерская компания Малалы Юсуфзай Extracurricular выступила исполнительным продюсером. Юсуфзай заявила, что западные граждане должны «требовать от своих лидеров действий» по защите прав афганских женщин.
Изначально фильм планировалось выпустить на Apple TV+ 21 июня 2024 года, однако его выход был отложен. В ограниченный прокат в кинотеатрах Лос-Анджелеса, Нью-Йорка и других городов лента вышла 22 ноября 2024 года.

## Восприятие
«Хлеб и розы» получил преимущественно высокие оценки у критиков. На сайте-агрегаторе рецензий Rotten Tomatoes фильм получил рейтинг одобрения 100 % на основе 17 отзывов со средней оценкой 7,9/10. На Metacritic — 79 баллов из 100, на основе 9 отзывов, что соответствует «в целом благоприятным» отзывам.
Рецензент Кэтрин Брэй из Variety охарактеризовала фильм как «необходимый вопль ярости», отметив его «своевременность» и «интимный, дерзкий стиль», усиливающий восприятие благодаря отсутствию закадрового рассказчика. Ловия Гьяркье из The Hollywood Reporter назвала ленту«беспрецедентным взглядом на Кабул» и «планом для следующего поколения Афганистана в их борьбе за самоопределение». Гьяркье добавила, что фильм «душераздирающий», так как «подробно документирует жизнь женщин в Афганистане» с «ясной честностью и сострадательным взглядом», а также в своём обзоре противопоставила его другой документальной ленте — «В её руках», о молодом политике Зарифе Гафари с «повествованием в стиле триллера», тогда как «Хлеб и розы» стремится к «более честному изложению».